# ねらわれた学園 (2012年の映画)
『ねらわれた学園』（ねらわれたがくえん）は、眉村卓作の同名小説を原作とした、2012年11月10日公開の日本のアニメーション映画。

## 概要
たびたび映画化およびドラマ化された眉村卓のベストセラー小説『ねらわれた学園』の初のアニメ映画化作品であり、テレビアニメ『魍魎の匣』などを手がけた中村亮介の劇場初監督作品である。ヒロイン役には初主演声優となるAKB48の渡辺麻友が抜擢された。サンライズ第8スタジオが製作、中村監督自らが脚本を執筆。
未来人、超能力、学園を支配するファシズムなど、個々の要素は原作を踏襲しているが、全体的なストーリーは本作オリジナルのものである。原作にあったSF色・サスペンス色は大幅に薄められ、思春期の少年・少女の恋愛・友情が中心テーマとなっている。作中明示はされないが、原作の次世代の物語となっており、原作の登場人物が作中に登場したり、言及されたりする。時代設定は現代で、携帯電話がキーになるなど、新たな解釈でアレンジがなされている。
2Dアニメの魅力を改めて示そうと3DCGは使わず、今の人たちに好きだと思われる絵、気持ちいいと感じられる絵を取り入れる努力をしたという。結末は観客それぞれで解釈できるように仕上げている。
入場者プレゼントはキャラクターミニサイン色紙（全4種ランダム）。
キャッチコピーは「チカラをください――」「季節（とき）が過ぎて、僕らは キセキの意味を知る――」。

## 登場人物
関ケンジ
声 - 本城雄太郎 / 吉永拓斗（子供）
本作の主人公。ナツキと家は隣同士で幼馴染。裏表のない性格をしている。実家は旅館で、父・母（声 - 最所美咲）・妹・祖父の耕児と暮らす。犬のシロ（声 - 麦穂あんな）を飼っている。カホリに好意を抱いている。
涼浦ナツキ
声 - 渡辺麻友（AKB48） / 遠藤舞衣（子供）
幼馴染のケンジに密かに思いを寄せる。活発ながら繊細な心の持ち主である。父・母・弟とネコ1匹と暮らす。髪型はショートカット。
春河カホリ
声 - 花澤香菜
ケンジやナツキのクラスメイトで生徒会書記。父は漁師で同僚を助けようとして亡くなったため、母子家庭である。亡き父が感じられるため、サーフィンを趣味とする。髪型はストレートのロングヘアで、黄色のカチューシャをしている。
京極リョウイチ
声 - 小野大輔
転校生。「花巻市から来た」と挨拶する。自身を『夏の夜の夢』で言えばパックだとカホリに話す。
山際ゆりこ
声 - 戸松遥
昨年に携帯電話で事件を起こし不登校となったため、中学2年で留年した。
京極の使い魔
声 - 平田広明
リョウイチの行動を監視する謎の生物。
関耕児
声 - 内田直哉
ケンジの祖父。
斉藤先生
声 - 木内秀信
ナツキらの担任（2年1組）で、担当教科は国語。実家が神社の神主をしているため、賽銭とかけて「さいせん」というあだ名を持つ。
2年1組
ナツキらの所属するクラス。遠藤さおり（声 - 伊藤かな恵）ら20人が在籍する。
神野ゆう
声 - 木村良平
生徒会副会長。
曽我はるか
声 - 石川由依
生徒会長。
天野だいと
声 - 菊本平
生徒会書記。
近藤ゆかり
声 - 佐々木智代
生徒会会計。
超能力者
声 - 清水秀光
ケンジの家の茶の間で流れるテレビの出演者。「テレパシー、それは物理法則です」が決め台詞。

## スタッフ
- 原作 - 眉村卓
- 監督・絵コンテ - 中村亮介
- アニメーション制作 - サンライズ
- 脚本 - 内藤裕子、中村亮介
- キャラクターデザイン・総作画監督 - 細居美恵子
- 演出 - 中村亮介、荒木哲郎、中山奈緒美
- 作画監督 - 桜井邦彦、藤田しげる、菊池愛、小木曽伸吾、馬場健
- 美術監督 - 金子英俊
- 画面設計 - 清水健一
- イメージ美術 - 吉田ヨシツギ
- 色彩設計 - 小針裕子
- 撮影監督 - 五十嵐慎一
- CGディレクター - 菅友彦
- 特殊効果 - 谷口久美子
- 編集 - 肥田文
- 音響監督 - 清水洋史
- 音楽 - 村井秀清
- 音楽プロデューサー - 岡田こずえ
- プロデューサー - 平山理志、小菅寛史、淀明子、外村敬一、寺西史
- 製作 - 宮河恭夫、鵜之澤伸、夏目公一朗、北川直樹、秋元一孝
- 配給 - 松竹
- 製作 - ねらわれた学園製作委員会（バンダイナムコフィルムワークス、バンダイナムコエンターテインメント、アニプレックス、ソニー・ミュージックエンタテインメント、松竹）

## 主題歌
- 主題歌 - 渡辺麻友「サヨナラの橋」
ナツキの心情に寄り添った片想いの曲となっている[25]。
- オープニングテーマ - supercell「銀色飛行船」
サヨナラの橋同様ナツキの片想いを歌った曲となっている[26]。
- 挿入曲 - 「clair de lune」（月の光）
作曲 - C.Debussy・演奏 - 村井秀清

## 漫画版
角川書店『ニュータイプエース』V0l.12（2012年8月10日発売）よりコミカライズ版が連載されている。著者は石川樹。

## 作品の舞台
神奈川県鎌倉市の中学校を舞台としているが、作中にはナツキとカホリが語り合う場として藤沢市の江の島も登場している。

## コラボレーション企画
- 早稲田大学全学共通副専攻「映画・映像」特別講座
早稲田大学の特別講座として2012年10月26日に試写会が開かれ、学生など200名が参加、出演した木内秀信や中村亮介監督らがパネルディスカッションを行った[28]。
- よみうりランド"あなたの初デート応援します"
カップルで園内のポイントを回ってキーワードを集め、抽選で商品が当たる企画を2012年11月3日から12月25日までの間に開催[29]。
- 『ねらわれた学園』ナツキのオススメ"甘い初恋味"ポップコーン
「初恋の味」がする、バナナキャラメル味のポップコーンとして新宿ピカデリーやMOVIXなどで販売された[30]。
- 江ノ島電鉄スタンプラリー
江ノ島電鉄の4駅（江ノ島駅・七里ヶ浜駅・極楽寺駅・長谷駅）を回るスタンプラリーを2012年11月22日から2013年1月6日まで開催、また12月22日から2013年1月6日まで「映画『ねらわれた学園』展」をえのでんはうすで同時開催[31]。
- Mobage、Yahoo!モバゲー
コインガチャと呼ばれるアバターアイテムが販売されていた。2012年より期間限定での配信となっている。